# Anders Beyer
Anders Beyer (født 24. december 1958 i Rønne) var direktør for Festspillene i Bergen i Norge fra 2012 til 2021. Han var også professor ved Universitetet i Bergen. Han blev afsat i september 2021 på baggrund af en metoo-sag.

## Karriere
Han begyndte sin professionelle karriere som pianist. Allerede som tiårig optrådte han som solist og akkompagnatør på både turneer og pladeindspilninger. Beyer var i perioden 1970–1985 pianist i en række rock-, jazz- og underholdningsbands. Han studerede musik og filosofi ved Københavns Universitet og blev i 1985 cand.phil. i musikvidenskab. Han blev efterfølgende ansat som lektor ved Københavns Universitet. Ved siden af arbejdet som underviser på universitetet, var Beyer i perioden 1995–2004 musikredaktør og -kritiker ved Dagbladet Information.
Den klassiske musikkultur – fra tidlig renæssance til senromantikkens mestre – har været omdrejningspunktet for Beyers professionelle virke. Hans interesse og indsigt i den europæiske musikkultur har ført til en lang række artikler i internationale tidsskrifter, samt bogudgivelser og oversættelser af bl.a. tysk musiklitteratur.
Beyer har skrevet bøger og artikler om nordisk musik, og han var ansvarlig redaktør for Dansk Musik Tidsskrift (1989–2007) og Nordic Sounds (1993–2006). For Nordisk ministerråd har Beyer været ansvarlig for planlægningen og afviklingen af en række kulturprojekter i og udenfor Norden. Han står blandt andet bag projekter med musik som fredsskabende middel på Balkan i 1990’erne, og han har arbejdet med public diplomacy-projekter på bl.a. Ground Zero i New York.
Efter at have fokuseret på kunst- og kulturformidling i en årrække som underviser, forfatter, oversætter og foredragsholder, vendte Beyer i 2006 tilbage til det udøvende område og blev ensemblechef for Athelas Sinfonietta Copenhagen. Under Beyers ledelse udviklede det sig til et af de mest fremtrædende ensembler for samtidsmusik i Europa. I 2009 skabte Beyer en institutionel knopskydning: Athelas New Music Festival, som på tre år blev Danmarks største festival for samtidsmusik.
I 2009 etablerede Beyer en operafestival i København. Copenhagen Opera Festival er på få år blevet et vigtigt kulturelt aktiv i København.

### Festspillene i Bergen
Anders Beyer var kunstnerisk rådgiver for Festspillene i Bergen fra 2006 til 2008, og blev i 2012 ansat som direktør for Festspillene. I 2016 blev hans åremål forlænget til og med 2022-festivalen .
Beyers karriere omfatter kunstnerisk lederskab inden for alle kunstarter. Han har taget initiativ til et stort antal bestillingsværker af musik-, teater- og danseproduktioner, og har udviklet ambitiøse projekter i samarbejde med verdens ledende artister, kunstnergrupper og scenekunstcentre.
Siden 2013 har han i Festspillene Bergen skabt og præsenteret nye produktioner med instruktører og koreografer som eksempelvis Peter Konwitschny, Robert Wilson, Robert Lepage, Vegard Vinge & Ida Müller, Sasha Waltz, Kim Brandstrup, Christoph Marthaler og Calixto Bieito.
Gennem hele sin karriere har Beyer haft et tæt samarbejde med samtidskomponister, og været ansvarlig for en lang række bestillingsværker. Han har opnået bemærkelsesværdige resultater med projekter sammen med komponister som Karlheinz Stockhausen, György Ligeti, Unsuk Chin, Steve Reich, Philip Glass, Sofia Gubaidulina, Per Nørgård og Kaija Saariaho.
I løbet af sin første åremålsperiode som festspildirektør igangsatte Beyer en turnaround for festivalen ved at tilføre den en ny visuel identitet, og opnåede en 100 % væks  i billetsalg til førstegangsbesøgende, hvilket bidrog til det højeste antal solgte billetter i festivalens dokumenterede historie.
Beyer blev afsat i september 2021 på baggrund af en metoo-sag, hvorved det samlede styre havde tabt sin tillid til ham.